# Richard Parker (marin)
Pour les articles homonymes, voir Richard Parker.
Richard Parker (né en 1767, mort exécuté le 30 juin 1797) est un marin anglais qui fut le président de la dénommée « république flottante », la mutinerie du Nore, une flotte de la  Royal Navy dans l'estuaire de la Tamise, entre le 12 mai et le 16 juin 1797. 

## Biographie
Il est le fils d'un marchand aisé d'Exeter, il étudie à la Grammar School de cette ville. Il entre dans la Royal Navy en 1779 comme apprenti et quatre ans plus tard, en 1793 est promu midshipman . Mais il est dégradé à cause d'un problème de discipline et quitte la marine à la fin de 1794. Sans travail, accumulant des dettes et faisant de la prison, il réintègre la Navy, embarquant à bord du Sandwich au début de 1797. Par son éloquence, il devient un représentant des mutins et se fait élire président des délégués. Après l'échec de la mutinerie, il est arrêté le 13 juin 1797 et pendu le 30. Une foule assistera à son enterrement. 

## Dans la culture populaire
L'histoire de Parker fit l'objet d'une chanson, "The Colours" dans l'album Waiting for Bonaparte (en) du groupe britannique folk-punk The Men They Couldn't Hang (en). La chanson prend le point de vue de Parker, imaginant ses dernières pensées alors qu'on lui met la corde au cou. 